# Bundesliga austriacka w piłce nożnej (2014/2015)
Bundesliga 2014/2015 (znana jako Tipico Bundesliga ze względów sponsorskich)
była 104. edycją najwyższej klasy rozgrywkowej piłki nożnej w Austrii.
Brało w niej udział 10 drużyn, które w okresie od 19 lipca 2014 do 31 maja 2015 rozegrały 36 kolejek meczów. 
Red Bull Salzburg zdobył drugi tytuł z rzędu, a 9. w swojej historii.

## Drużyny
| Uczestnicy poprzedniej edycji                                                                                 | Uczestnicy poprzedniej edycji | Uczestnicy poprzedniej edycji | Uczestnicy poprzedniej edycji |
| --- | ----------------------------- | ----------------------------- | ----------------------------- |
| RBS | Red Bull Salzburg             | 1                             |                               |
| RPD | Rapid Wiedeń                  | 2                             |                               |
| GRÖ | Grödig                        | 3                             |                               |
| AWI | Austria Wiedeń                | 4                             |                               |
| STR | Sturm Graz                    | 5                             |                               |
| RIE | SV Ried                       | 6                             |                               |
| WAC | Wolfsberger AC                | 7                             |                               |
| WN | Magna Wiener Neustadt         | 8                             |                               |
| ADM | Admira Wacker                 | 9                             |                               |
| Awans z Erste Liga                                                                                            |                               |                               |                               |
| ALT | SCR Altach                    | 1                             |                               |
| Oznaczenia: - kolumna pierwsza – skróty nazw drużyn, - kolumna trzecia – miejsce zajęte w poprzednim sezonie. |                               |                               |                               |

## Tabela
| Lp. | Drużyna                  | M  | Z  | R  | P  | B+ | B- | +/– | Pkt | Kwalifikacja lub spadek                       |
| --- | ------------------------ | -- | -- | -- | -- | -- | -- | --- | --- | --------------------------------------------- |
| 1   | Red Bull Salzburg (M, P) | 36 | 22 | 7  | 7  | 99 | 42 | +57 | 73  | Liga Mistrzów UEFA • III runda kwalifikacyjna |
| 2   | Rapid Wiedeń             | 36 | 19 | 10 | 7  | 68 | 38 | +30 | 67  | Liga Mistrzów UEFA • III runda kwalifikacyjna |
| 3   | SCR Altach               | 36 | 17 | 8  | 11 | 50 | 49 | +1  | 59  | Liga Europy UEFA • III runda kwalifikacyjna   |
| 4   | Sturm Graz               | 36 | 16 | 10 | 10 | 57 | 41 | +16 | 58  | Liga Europy UEFA • III runda kwalifikacyjna   |
| 5   | Wolfsberger AC           | 36 | 16 | 4  | 16 | 44 | 50 | −6  | 52  | Liga Europy UEFA • II runda kwalifikacyjna    |
| 6   | SV Ried                  | 36 | 12 | 8  | 16 | 49 | 51 | −2  | 44  |                                               |
| 7   | Austria Wiedeń           | 36 | 10 | 13 | 13 | 45 | 51 | −6  | 43  |                                               |
| 8   | SV Grödig                | 36 | 10 | 7  | 19 | 46 | 65 | −19 | 37  |                                               |
| 9   | Admira Wacker            | 36 | 7  | 13 | 16 | 32 | 61 | −29 | 34  |                                               |
| 10  | Wiener Neustadt (S)      | 36 | 7  | 8  | 21 | 37 | 79 | −42 | 29  | Spadek do Erste Ligi                          |

## Wyniki
| Gospodarz \ Gość      | ADM | AWI | ALT | GRÖ | RWI | RBS | RIE | STU | WN  | WOL | ADM | AWI | ALT | GRÖ | RWI | RBS | RIE | STU | WN  | WOL |
| --------------------- | --- | --- | --- | --- | --- | --- | --- | --- | --- | --- | --- | --- | --- | --- | --- | --- | --- | --- | --- | --- |
| Admira Wacker Mödling |     | 2–1 | 0–2 | 0–0 | 1–1 | 0–3 | 0–0 | 0–2 | 1–1 | 1–4 |     | 1–1 | 2–2 | 2–3 | 1–1 | 1–4 | 1–0 | 1–2 | 0–0 | 2–1 |
| Austria Wiedeń        | 4–0 |     | 0–0 | 1–1 | 2–2 | 2–4 | 3–1 | 0–3 | 2–0 | 0–2 | 0–1 |     | 5–2 | 1–0 | 2–1 | 1–1 | 0–1 | 0–0 | 2–1 | 1–1 |
| Rheindorf Altach      | 0–2 | 1–1 |     | 3–1 | 2–0 | 4–1 | 2–2 | 2–1 | 2–0 | 1–2 | 2–0 | 2–0 |     | 2–0 | 1–3 | 2–2 | 2–1 | 2–0 | 3–1 | 1–0 |
| SV Grödig             | 5–0 | 0–0 | 3–3 |     | 3–1 | 2–2 | 0–1 | 2–1 | 3–0 | 0–2 | 0–1 | 1–1 | 0–1 |     | 0–2 | 0–3 | 3–2 | 0–2 | 1–3 | 2–0 |
| Rapid Wiedeń          | 0–0 | 2–3 | 0–1 | 2–0 |     | 1–2 | 1–0 | 1–1 | 3–0 | 3–0 | 1–1 | 4–1 | 1–0 | 4–0 |     | 3–3 | 3–0 | 1–0 | 0–0 | 4–1 |
| Red Bull Salzburg     | 2–0 | 2–3 | 5–0 | 8–0 | 6–1 |     | 4–2 | 2–3 | 4–1 | 2–2 | 4–0 | 3–1 | 0–1 | 3–1 | 1–2 |     | 2–1 | 2–1 | 6–0 | 3–0 |
| SV Ried               | 1–1 | 1–1 | 2–1 | 2–2 | 1–2 | 0–2 |     | 0–1 | 3–1 | 1–0 | 2–2 | 0–2 | 4–1 | 2–1 | 0–1 | 2–2 |     | 1–2 | 6–0 | 4–0 |
| Sturm Graz            | 0–2 | 1–1 | 2–2 | 1–0 | 1–3 | 1–2 | 3–1 |     | 4–2 | 1–2 | 3–1 | 2–1 | 5–0 | 2–1 | 2–2 | 0–0 | 0–0 |     | 3–3 | 2–0 |
| Wiener Neustadt       | 5–4 | 2–2 | 2–0 | 2–4 | 1–5 | 0–5 | 0–1 | 0–0 |     | 2–0 | 0–0 | 1–0 | 0–1 | 2–4 | 0–1 | 0–2 | 0–1 | 4–4 |     | 2–0 |
| Wolfsberger AC        | 2–1 | 4–0 | 0–0 | 1–2 | 1–1 | 1–0 | 4–1 | 0–2 | 0–1 |     | 2–0 | 1–0 | 2–0 | 2–1 | 0–5 | 3–2 | 1–2 | 1–0 | 2–0 |     |

1. ↑  Przerwany przy wyniku 1-0 w 20' z powodu mgły. Powtórzony 5 listopada.

## Najlepsi strzelcy
| Bramki | Strzelcy         | Drużyna                        |
| ------ | ---------------- | ------------------------------ |
| 31     | Jonathan Soriano | Red Bull Salzburg              |
| 27     | Robert Berić     | Rapid Wiedeń                   |
| 19     | Marcel Sabitzer  | Red Bull Salzburg              |
| 13     | Marco Djuricin   | Sturm Graz / Red Bull Salzburg |
| 12     | Johannes Aigner  | Rheindorf Altach               |
| 11     | Yordy Reyna      | SV Grödig                      |
| 10     | Denis Thomalla   | SV Ried                        |
| 9      | Alan Carvalho    | Red Bull Salzburg              |
| 9      | Simon Piesinger  | Sturm Graz                     |

Źródło: soccerway.

## Stadiony
| Admira Wacker Mödling |
| BSFZ-Arena            |
| Pojemność: 10 800     |
|                       |

| Austria Wiedeń    |
| Generali Arena    |
| Pojemność: 12 639 |
|                   |

| SV Grödig            |                   |
| Das.Goldberg-Stadion | Red Bull Arena    |
| Pojemność: 4 128     | Pojemność: 30 188 |
|                      |                   |

| Rapid Wiedeń         |
| Ernst-Happel-Stadion |
| Pojemność: 50 865    |
|                      |

| Red Bull Salzburg |
| Red Bull Arena    |
| Pojemność: 30 188 |
|                   |

| SCR Altach       |
| Cashpoint Arena  |
| Pojemność: 8 500 |
|                  |

| SV Ried            |
| Keine Sorgen Arena |
| Pojemność: 7 334   |
|                    |

| Sturm Graz        |
| UPC-Arena         |
| Pojemność: 15 323 |
|                   |

| Wiener Neustädter         |
| Wiener Neustädter Stadion |
| Pojemność: 6 835          |
|                           |

| Wolfsberger AC   |                    |
| Lavanttal-Arena  | Wörthersee Stadion |
| Pojemność: 7 300 | Pojemność: 32 000  |
|                  |                    |